# Mangamate Waterfall
Der Mangamate Waterfall ist ein Wasserfall im Whirinaki Te Pua-a-Tāne Conservation Park in der Region Bay of Plenty auf der Nordinsel Neuseelands. Er liegt im Lauf des Parewharangi Stream, der mit dem Wasserfall in den Whirinaki River mündet. Seine Fallhöhe beträgt etwa 6 Meter.
In der Ortschaft Te Whaiti zweigt vom New Zealand State Highway 38 die Minginui Road in südwestlicher bis südlicher Richtung ab. Nach 7 km leitet ein 500 Meter langer Stichweg zunächst nach Westen, dann nach Norden zu einem Campingplatz am Whirinaki River. Von hier aus sind es etwa 2 Minuten Gehzeit bis zum Wasserfall.